# Gulariya (India)
Gulariya è una suddivisione dell'India, classificata come nagar panchayat, di 4.886 abitanti, situata nel distretto di Budaun, nello stato federato dell'Uttar Pradesh. 